# Ếch sừng Kobayashi
Ếch sừng Kobayashi (danh pháp hai phần: Megophrys kobayashii, tên tiếng Anh: Kobayashi's Horned Frog) là một loài lưỡng cư thuộc họ Megophryidae. Đây là loài đặc hữu của Malaysia.
Môi trường sống tự nhiên của chúng là vùng núi ẩm nhiệt đới hoặc cận nhiệt đới và sông ngòi.